# کازونوری یوشیموتو
کازونوری یوشیمیتو (ژاپنی: 吉本 一謙؛ زادهٔ ۲۴ آوریل ۱۹۸۸) بازیکن فوتبال اهل ژاپن است.
از باشگاه‌هایی که در آن بازی کرده‌است می‌توان به توکیو اشاره کرد.
وی همچنین در تیم ملی فوتبال Japan U-17 بازی کرده‌است.